# Chuck Noll
Charles Henry Noll, detto Chuck (Cleveland, 5 gennaio 1932 – Sewickley, 13 giugno 2014), è stato un giocatore di football americano e allenatore di football americano statunitense.
Alla guida dei Pittsburgh Steelers, Noll ha vinto 4 Super Bowl, risultando l'allenatore più vincente di sempre fino al 2017, superato da Bill Belichick (6 successi). È stato inserito nella Pro Football Hall of Fame nel 1993.

## Carriera da allenatore
Noll fu nominato 14º capo-allenatore della storia dei Pittsburgh Steelers il 27 gennaio 1969, dopo che l'allenatore di Penn State Joe Paterno rifiutò lo stesso incarico. Il proprietario degli Steelers Art Rooney diede in seguito il merito a Don Shula per avergli raccomandato Noll come capo-allenatore. Noll implementò una linea difensiva a Pittsburgh che divenne nota come la leggendaria "Steel Curtain". Il suo stile di allenamento gli fece guadagnare il soprannome di "The Emperor Chaz" dall'annunciatore sportivo Myron Cope. Noll è l'unico allenatore ad aver vinto quattro Super Bowl, portando gli Steelers alla vittoria nei Super Bowl IX (1975), X (1976), XIII (1979) e XIV (1980).
La chiave dei successi di Noll fu la sua incredibile abilità nello scegliere i giocatori nel Draft NFL provenienti dal college. La prima scelta del primo giro fu Joe Greene, un defensive tackle dalla North Texas State University, che fu perennemente inserito nella formazione ideale della stagione All-Pro e fu l'ancora della linea difensiva. Negli anni successivi, gli Steelers scelsero il quarterback Terry Bradshaw (da Louisiana Tech) e il running back Franco Harris (da Penn State) come scelte del primo giro. Nel Draft NFL 1974, Noll e gli Steelers portarono a termine un'impresa mai più riuscita nella storia, quando selezionarono quattro futuri membri della Hall of Fame con le loro prime cinque chiamate: i wide receiver Lynn Swann e John Stallworth, il middle linebacker Jack Lambert e il centro Mike Webster. Al 2014, nessuna squadra ha mai scelto in un draft più di due futuri Hall of Famer, inclusi gli stessi Steelers che nel 1970 scelsero Terry Bradshaw e il cornerback Mel Blount.

## Palmarès

### Franchigia
- Super Bowl : 4

Pittsburgh Steelers: IX, X, XIII, XIV
- American Football Conference Championship: 4

Pittsburgh Steelers: 1974, 1975, 1978, 1979

### Individuale
- Allenatore dell'anno (1989)
- Formazione ideale della NFL degli anni 1970
- Formazione ideale della NFL degli anni 1980
- Formazione ideale del 100º anniversario della NFL
- Pro Football Hall of Fame (classe del 1993)